# Monchecourt
Monchecourt je francouzská obec v departementu Nord v regionu Hauts-de-France. Žije zde přibližně 2 500 obyvatel.

## Geografie

### Sousední obce
| Růžice kompasu | Erchin            | Masny    | Auberchicourt      | Růžice kompasu |
| Růžice kompasu |                   | Sever    | Émerchicourt       | Růžice kompasu |
| Růžice kompasu | Monchecourt       |          | Émerchicourt       | Růžice kompasu |
| Růžice kompasu | Jih               |          | Émerchicourt       | Růžice kompasu |
| Růžice kompasu | Villers-au-Tertre | Fressain | Marcq-en-Ostrevent | Růžice kompasu |